# 沖縄人民党
沖縄人民党（おきなわじんみんとう）とは、アメリカ施政権下の沖縄に存在した左翼政党で、現在の日本共産党沖縄県委員会の前身（アメリカ施政下では共産党は非合法化されていたので、その代わりとして設立された）。なお1951年12月から53年12月までの期間における名称は「琉球人民党」となっていた。

## 沿革

### 結党の経緯と米国の統治への抵抗
沖縄県には、1945年の沖縄戦により米軍が進駐し、1952年発効のサンフランシスコ講和条約によって、米国が国連に信託統治の要求をするまでアメリカの統治下とされた。そうした状況の下、1947年7月20日、石川市（現・うるま市）大洋初等学校において、兼次佐一、瀬長亀次郎、浦崎康華、池宮城秀意らが沖縄人民党を結成した。沖縄人民党の背後には、非合法・非公然の日本共産党琉球地方委員会があった。信託統治に反対し、労働者を組織化しストを行う等 強硬な反米運動を主導したために、しばしば激しい弾圧と監視を受けた。米国民政府は、人民党が奄美共産党委員会を通じて日本共産党中央の指導下にある組織であると問題視し、非合法化を画策した（共産主義政党調査特別委員会を参照のこと。）。
1954年には書記長の瀬長ら幹部2人と党員28人が逮捕される「人民党事件」が起こった。1956年4月に釈放された瀬長は同年12月に行われた那覇市長選挙で当選したが、その地位を1年あまりで追放されている。
沖縄社会大衆党とは比較的近く、しばしば共闘関係を結んだ。1968年の琉球政府主席選挙では屋良朝苗を支持して当選に貢献した。1970年の国政参加選挙では、瀬長が衆議院で当選した。

### 日本共産党への合流
沖縄返還時点では屋良朝苗知事の与党であったが、1973年10月31日の第18回党大会で日本共産党への組織的合流を決議、共産党に合流、日本共産党沖縄県委員会となった。合流時の委員長であった瀬長は共産党幹部会副委員長となり、書記長で弁護士の古堅実吉は瀬長の地盤を引き継ぎ1990年から共産党の衆院議員を務めた。共産党沖縄県委員長は党中央の幹部会委員を併任するのが慣例となっている（なお、古堅の後任赤嶺政賢に人民党の党歴はない）。
日本共産党には、50年党員・永年（30年）党員という、長期党員であったものを表彰する制度があるが、設立の経緯から沖縄人民党の党員であった期間も、通しで計算することとされている。

## 理念
- 結党当時は「全沖縄民族の解放」を謳い、米軍に対する感謝決議すら行っていたが、これは当時の日本共産党が連合国軍を解放軍と位置づけていたためである。その後1949年10月の党大会で「自主沖縄の再建」と改められ、やがて1951年4月、本土復帰方針と日本共産党内で主導権を握った国際派の方針に沿った内容に変えていく。

## 機関紙
人民党は当初、準機関紙として『人民文化』を発行していたが、1950年の群島知事選挙及び議会選挙を前に発行停止の処分を受けた。その後、機関紙『人民』の発行許可（当時、新聞や雑誌及び書籍などの刊行や印刷は「琉球政府」の許可を必要としていた。許可制については1965年2月に廃止された）を行政主席に対して行ったが、琉球列島米国民政府により何度も不許可処分を受けた。しかし裁判を経て1962年1月12日に正式に許可され、同月23日に創刊号をタブロイド判4頁立てで発行した。
当初、『人民』の印刷は民間の印刷所で行っていたが、『人民』を印刷した印刷所には琉球民政府による圧力がかかり、印刷を引き受ける印刷所が無くなったことから、機関紙の印刷所を独自に建設することを第13回党大会（1962年9月22日～23日）で決定。18日後の10月15日に人民印刷所（翌63年4月に株式会社化され、名称を「あけぼの印刷株式会社」に改称）を完成させ、以降同社にて『人民』の印刷を行った。

## 歴代党首
- 委員長（1947年7月～49年10月）
  - 浦崎康華（1947年7月～48年8月）
  - 兼次佐一（1948年8月～49年10月）
- 書記長（1949年10月～59年5月）
  - 瀬長亀次郎（1949年10月～57年1月）
  - 又吉一郎（1957年1月～59年5月）
- 委員長（1959年5月～73年10月）
  - 瀬長亀次郎（1959年5月～1973年10月）

## 党勢推移
| 回    | 年月日         | 議席数 |
| ----- | -------------- | ------ |
| 第1回 | 1952年3月1日   | 1      |
| 第2回 | 1954年3月14日  | 2      |
| 第3回 | 1956年3月11日  | 1      |
| 第4回 | 1958年3月16日  | 5      |
| 第5回 | 1960年11月13日 | 1      |
| 第6回 | 1962年11月11日 | 1      |
| 第7回 | 1965年11月14日 | 1      |
| 第8回 | 1968年11月11日 | 3      |

| 回    | 年月日        | 議席数 |
| ----- | ------------- | ------ |
| 第1回 | 1972年6月25日 | 6      |

出典：沖縄人民党史編集刊行委員会編集・発行『沖縄人民党の歴史』。なお立法院の第4回選挙は人民党も参加した民主主義擁護連絡協議会（民連）の数字である。

## 文献
- 沖縄人民党史編集刊行委員会 編『沖縄人民党の歴史』1985年11月15日。NDLJP:11928345。